# 美少女戦士セーラームーンR キャラクターソング
『美少女戦士セーラームーンR キャラクターソング』（びしょうじょせんしセーラームーンR キャラクターソング）は、1993年から1994年まで放送されたテレビアニメシリーズ『美少女戦士セーラームーンR』より登場のセーラー戦士のキャラクターソングシングル（8cm）。1994年3月1日に日本コロムビアから発売された。税込定価は1100円。全5枚。
セーラー戦士5人のCDをそろえると、裹面が1枚の絵になる。
同年にシリーズに収録されているポエムと楽曲の総集編的な内容のCD『美少女戦士セーラームーンR 〜乙女の詩集〜』がフォルテミュージックから発売された。

## リリース一覧

### セーラームーン
1. プロローグ [1:48]
脚本・構成：柳川茂／声の出演：月野うさぎ（三石琴乃）
（使用曲：I am セーラームーン／作詞：武内直子 作・編曲：永井誠）
2. ポエム [2:49]
作・構成：白峰美津子／ナレーション：月野うさぎ（三石琴乃）
（使用曲：愛はエナジー／作曲：永井誠／オルゴール編曲：小坂明子）
3. 愛はエナジー [5:57]
作詞：芹沢類／作・編曲：永井誠／歌：月野うさぎ（三石琴乃）
4. 愛はエナジー（オリジナルカラオケ） [5:54]

### セーラーマーキュリー
1. プロローグ [1:43]
脚本・構成：柳川茂／声の出演：水野亜美（久川綾）
（使用曲：同じ涙を分け合って／作詞：白峰美津子／作曲：上野義雄／編曲：京田誠一）
2. ポエム [2:58]
作・構成：白峰美津子／ナレーション：水野亜美（久川綾）
（使用曲：恋人にはなれないけど／作曲：樫原伸彦／オルゴール編曲：小坂明子）
3. 恋人にはなれないけど [4:46]
作詞：白峰美津子／作曲：樫原伸彦／編曲：京田誠一／歌：水野亜美（久川綾）
4. 恋人にはなれないけど（オリジナルカラオケ） [4:44]

### セーラーマーズ
1. プロローグ [1:44]
脚本・構成：柳川茂／声の出演：火野レイ（富沢美智恵）
（使用曲：聖・炎・愛～Fire Soul Love～／作詞：富田祐弘／作曲：樫原伸彦／編曲：樫原伸彦）
2. ポエム [2:56]
作・構成：白峰美津子／ナレーション：火野レイ（富沢美智恵）
（使用曲：わたしの彼 銀河編／作曲：永井誠／オルゴール編曲：小坂明子）
3. わたしの彼 銀河編 [5:37]
作詞：冬杜花代子／作曲：永井誠／編曲：永井誠／歌：火野レイ（富沢美智恵）
4. わたしの彼 銀河編（オリジナルカラオケ） [5:34]

### セーラーヴィーナス
1. プロローグ [1:37]
脚本・構成：柳川茂／声の出演：愛野美奈子（深見梨加）
（使用曲：ルート・ヴィーナス／作詞：武内直子／作曲：永井誠／編曲：樫原伸彦／コーラス編曲：樫原伸彦、永井誠）
2. ポエム [2:53]
作・構成：白峰美津子／ナレーション：愛野美奈子（深見梨加）
（使用曲：せつなくていい／作曲：柴矢俊彦／オルゴール編曲：小坂明子）
3. せつなくていい [4:41]
作詞：芹沢類／作曲：柴矢俊彦／編曲：京田誠一／歌：愛野美奈子（深見梨加）
4. せつなくていい（オリジナルカラオケ） [4:45]

### セーラージュピター
1. プロローグ [1:29]
脚本・構成：柳川茂／声の出演：木野まこと（篠原恵美）
（使用曲：STARLIGHTにキスして／作詞：白峰美津子／作曲：清岡千穂／編曲：京田誠一）
2. ポエム [2:52]
作・構成：白峰美津子／ナレーション：木野まこと（篠原恵美）
（使用曲：忘れるために恋をしないで／作曲：松本俊明／オルゴール編曲：小坂明子）
3. 忘れるために恋をしないで [4:11]
作詞：白峰美津子／作曲：松本俊明／編曲：京田誠一／歌：木野まこと（篠原恵美）
4. 忘れるために恋をしないで（オリジナルカラオケ） [4:12]